# Doug Cowie
Douglas Cowie, detto Doug (Aberdeen, 1º maggio 1926 – Dundee, 26 novembre 2021) è stato un calciatore e allenatore di calcio scozzese.

## Carriera

### Club
Douglas Cowie, detto Doug, iniziò la sua carriera professionistica nel 1945. Durante l'attività agonistica giocò in due squadre: nel Dundee FC, dove trascorse gran parte della sua carriera, disputando 16 stagioni, successivamente nel Chelsea, dove disputò le ultime due stagioni.

### Nazionale
Con la nazionale scozzese disputò 20 incontri, partecipando anche al Campionato mondiale di calcio 1954 in Svizzera ed a quello del 1958 in Svezia.

## Palmarès

### Giocatore

#### Competizioni nazionali
- Scottish League Cup: 2

Dundee: 1951-1952, 1952-1953